# Adrian Pavlov
Adrian Pavlov (* 12. Juli 1979 in Sofia) ist ein bulgarischer Komponist, Dirigent und Pianist, der seit 1998 in Deutschland lebt.

## Leben
Pavlov bekam seinen ersten Klavierunterricht im Alter von sieben Jahren. 1993–1998 war er Schüler am Musikgymnasium „Ljubomir Pipkov“ Sofia mit Hauptfach Klavier bei Svetla Slavtscheva. Von 1994 bis 1996 machte er erste Kompositionsversuche unter der Leitung von Aleksandar Rajtschew und bekam eine Einführung ins Chordirigieren.
Von 1998 bis 2003 studierte Pavlov Klavier bei Georg Sava, von 2002 bis 2007 Komposition bei Hanspeter Kyburz und 2006–2011 Orchesterdirigieren bei Hans-Dieter Baum an der Hochschule für Musik „Hanns Eisler“ in Berlin. 2003 nahm er an einem Kompositionskurs von Henri Pousseur und 2016 an einer Meisterklasse für Dirigieren zeitgenössischer Musik bei Peter Rundel teil.
Pavlovs Werke wurden bisher in Bulgarien, Deutschland (Festival Mouvement. Musik im 21. Jahrhundert Saarbrücken 2004, Festival Next Generation am ZKM Karlsruhe 2005, Biennale Zeitfenster Berlin 2006, Festival Orgelmixturen Köln 2010), Frankreich, Holland (International Gaudeamus Music Week Amsterdam 2004 und 2005), Österreich (Festival Wien Modern 2003), Rumänien, Schweden (ISCM World New Music Days 2009), der Schweiz und den Vereinigten Staaten aufgeführt.
1998 gewann Pavlov einen ersten Preis beim Zweiten Nationalen Wettbewerb für Klavierduos in Sofia. Für seine pianistischen und dirigentischen Leistungen auf dem Gebiet der Neuen Musik wurde er mehrfach mit dem ersten Preis beim Hanns-Eisler-Preis für Komposition und Interpretation zeitgenössischer Musik ausgezeichnet (2000, 2001, 2004, 2009 und 2010). Unter seiner Leitung fanden mehrere Uraufführungen zeitgenössischer Werke statt.
Zusammenarbeit als Interpret verbindet Pavlov mit zahlreichen Komponisten, Sängern, Instrumentalisten und Dirigenten, unter anderem mit Annette Dasch, Júlia Várady, Dietrich Fischer-Dieskau, Gidon Kremer, Jacques Zoon, Sebastian Weigle, Peter Rundel, Marcus Creed, Helmut Lachenmann, Friedrich Goldmann und Tristan Murail. Als Dirigent stand er am Pult der Brandenburger Symphoniker, der Jungen Philharmonie Brandenburg und des Konzerthausorchesters Berlin und trat mit diversen Ensembles für Neue Musik wie „Adapter“, „Junge Musik“ und „Zafraan“ (Berlin), „Remix“ (Porto) und „Meitar“ (Tel Aviv) auf.
Zwischen 2011 und 2019 arbeitete Pavlov als Solorepetitor und Dirigent an den Opernhäusern in Gießen, Osnabrück, Kassel und Lübeck. Seit 2021 hat er einen Lehrauftrag für Dirigieren und Partiturspiel an der Hochschule für Musik und Theater „Felix Mendelssohn Bartholdy“ Leipzig inne.

## Werke
Pavlovs Kompositionen sind stark durch außermusikalische Einflüsse geprägt, besonders aus den Bereichen Literatur, Malerei und Film.
Technisch gesehen, basieren viele von Pavlovs Werken auf isorhythmischen Prinzipien, wobei im rhythmischen Bereich oft metrische Strukturen aus der an unregelmäßigen Bildungen reichen bulgarischen Folklore sowie deren Varianten und Ableitungen eine wesentliche Rolle spielen. Genau geregelte Temporelationen und teilweise simultane Verläufe verschiedener Tempi gehören zu seinen bevorzugten Mitteln der musikalischen Gliederung.
Der Formverlauf, aber auch die Melodie- und Harmoniebildung sowie teilweise die Instrumentation werden oft durch mathematische Verfahrensweisen gesteuert, die Berührungspunkte mit algorithmischen Kompositionsverfahren (L-Systeme) aufweisen. Ebenso spielen im melodischen und harmonischen Bereich Mikrointervalle eine entscheidende Rolle, deren Gebrauch in den seit etwa 2015 entstandenen Werken auf spektrale Grundlagen zurückzuführen ist.

## Werkverzeichnis (Auswahl)
Szenische Werke
- Dafne / Annäherungsversuche, Musiktheater für Solisten, Kammerchor, Ensemble und Elektronik nach Ovid/Martin Opitz, Textzusammenstellung Adrian Pavlov (2005–2006)

Vokal-Orchesterwerke
- Opus tectorium: Der Ort für 12 Frauenstimmen und Orchester, Text von Kirill Vassilev (2017)

Orchesterwerke
- …aus Zeit und Wasser… für großes raumverteiltes Orchester (2000–2001, rev. 2015)
- Générique für großes Orchester (2003, rev. 2019)
- Cascades für Violine und kleines Orchester (2004–2005)[5]
- Berceuse II für Streichquartett und Streichorchester (2011)
- Anamorphische Skulptur I (Anton Webern, IX.1930) für großes Orchester (2019)
- Panégyrique für großes Orchester (2020)
- ...moto per-I-petuo... - Anamorphische Skulptur II (Alban Berg, ca.1913) für großes Orchester (2022–2023)
- Adagio und Fuge für Orchester – Instrumentation zweier Sätze aus der 2. Klaviersonate von Ivan Spassov (2007/24)

Ensemblewerke
- Prologe (Streichquartett Nr. 1) für elektrisch verstärktes Streichquartett mit Sopransolo (1999–2001, revidierte Neufassung 2009–2010)
- Harmonies (Omaggio a Luciano Berio) für neun Instrumentalisten (2002)
- hell & dunkel I für Klarinette/Bassklarinette und Marimbaphon (2003)
- hell & dunkel II (Lobgesang) für Klarinette/Pikkoloklarinette und Schlagzeug (2007)
- Corali für Celesta und 12 Violinen (2008–2009)
- Streichquartett Nr.2 „Textes retrouvés“ (2010–2013)
- Echoings für zwei Violen (2022)
- Anamorphische Skulptur III (Eisler-Karussell, ca.1931) für neun Instrumentalisten (2022)

Solowerke
- Verseau für Sopransaxophon (2001, rev. 2005/06)
- Charabia für Viola (2006)
- Sonata breve (Les escaliers énigmatiques I) für Orgel (2009)
- Palimpsest (Les escaliers énigmatiques II) für verstärkte Bassflöte (2009–2010, rev. 2014/21)
- D E A – Etüde II für Klavier (2015)
- Koan – Etüde III für Klavier (2015, rev. 2017)

Vokalwerke
- Réciproque für eine Frauenstimme mit Schlagzeug und Live-Elektronik, Text nach Christian Morgenstern und Evariste Gallois (2004–2005)
- Berceuse I für 15 Singstimmen in zwei Gruppen und zwei Schlagzeuger (2006)
- Das Buch der Stimmen für Mezzosopran, Altflöte, Violoncello und 10 Singstimmen in zwei Gruppen, nach verschiedenen Texten (2007–2008)
- …pour chaque jour… für Sopran, Violine und Klavier, Text von René Char (2009)
- Trilogie I: Evening Songs für Mezzosopran und Klavier, Text von Langston Hughes (2009)
- Trilogie II: Ein Schatten unter den Lebenden/Lebend unter Schatten für Mezzosopran und Klavier, Text von Kirill Vasilev (2011)
- Atelier – Diptychon für Sopran und Klavier, Texte von Atanas Daltschev und Vladimir Baschev (2018–2019)
- Bis es sein muss – Triptychon-Sinfonie für 40 gemischte Stimmen a cappella, Text von Nikolaj Kantschev (2019)
- In Stille für Sopran (Mezzosopran) und Klavier, Text von Aco Schopov (2020)
- Tagebuch der Metamorphosen für Sopran, Klarinette/Baßklarinette und Viola, Text von Paul-Heinz Dittrich (2021)
- Verstreute Augenblicke – sieben Lieder für Sopran, Violine, Violoncello und Klavier nach Texten von Ljuba Alexandrova (2024)

Theoretische Arbeiten und sonstige Schriften
- Pantscho Wladigerow – Leben und Werk (Sofia 1997, in bulgarischer Sprache)
- Über das konstruktive Potential des musikalischen Zeitmasses, theoretische Arbeit zum Diplom (Berlin: Hochschule für Musik „Hanns Eisler“, 2007)
- Friedrich Goldmann, Fragment in memoriam (in: „Kultur“ Nr. 29 (2556) vom 30. Juli 2009, in bulgarischer Sprache) – Volltext